# 恋人たちの時刻
『恋人たちの時刻』（こいびとたちのじこく）は、寺久保友哉の短編小説集。また、その収録作の一つ「翳の女」を原作とした日本映画。さらに、同映画の主題歌である大貫妙子の楽曲。

## 短編小説集
札幌の精神科医であり、小説家として本も出している寺久保友哉の短編小説集である。1979年1月に新潮社より発売される。1986年7月に角川文庫で発売される。
4編の短編小説が収録されているが、その一つ「翳の女」が、脚色され映画化された。

### 単行本
- 『恋人たちの時刻』 1979年、新潮社
- 『恋人たちの時刻』 1986年、角川文庫、ISBN 4-04-166001-7

## 映画
角川春樹事務所の製作、東宝の配給により1987年3月14日に公開された。同時上映は崔洋一監督の『黒いドレスの女』。
「翳の女」を再構成し、主人公の西江洸治の北大生という設定を予備校生に変更し、美しく少し物悲しいエピソードを後半に加え、洗練された恋愛映画となっている。ヒロインの村上マリ子役に渡辺典子が内定していたが、シナリオにきついヌードシーンがあるなどの理由で辞退し、河合美智子が抜擢された。撮影は、1986年10月から約1か月で行われ、11月7日にクランクアップとなった。また、小樽商科大学のアメフト部員役で、江口洋介が、1シーン登場している。

### スタッフ
- 製作：角川春樹
- プロデューサー：黒澤満、伊藤亮爾、小島吉弘
- 監督：澤井信一郎
- 脚本：荒井晴彦
- 撮影：仙元誠三
- 音楽：久石譲

### キャスト
- 西江洸治：野村宏伸
- 村上マリ子：河合美智子
- 桑山輝芳：高橋悦史
- 桑山啓子：大谷直子
- 更科利加子：真野あずさ
- 西江彰子：加賀まりこ
- 寒川洋二：石田純一
- 小樽商大の学生：江口洋介

### あらすじ
東京の実家から出て、札幌の予備校に通って北大医学部を目指す西江洸治は、サーフィンの場所であった小樽市銭函の海岸で、乱暴されている女性を助ける。後日、札幌の歯科医院で、アルバイトをしているその女性とばったり会う。女性の名前は、村上マリ子で、彫刻家の桑山輝芳のところで、住み込みで彫刻モデルをしているという。洸治は、マリ子をデートに強くさそうが、待ち合わせ場所の旧道庁赤レンガ庁舎前にマリ子は来ても姿を見せずにその場から去った。その日の夜、洸治は、マリ子が住んでいるといっていた桑山邸に行くが、窓越しに抱き合っている男と女の影を見る。洸治は、ソープランドへ行き、心のもやもやを晴らす。洸治の見た女の影は、桑山輝芳の愛人の更科利加子のものであった。桑山には、乳がんの妻、啓子がいた。
予備校の寮にマリ子がたずねてくれる。誤解がとけ仲直りし、初めてのデートが実現する。おたる水族館を歩くが、そこで、マリ子は、幼なじみで行方知れずの親友の山崎典子を探してくれるよう、洸治に頼む。洸治は、典子の暮らしていた小樽をたずね、通っていた理容学校や喫茶店そして小樽商科大学にいき、彼女の知人に会い、典子の奔放な生活を知ることとなる。付き合った男の純情を傷つけているがごとく非難されている典子の、優しさという別の魅力に洸治が惹かれてしまう。そのことを、マリ子に話すが、今度はさがさないように強く頼まれてしまう。すごく気になり、典子の故郷の道東の標津に洸治は行く。実はマリ子が典子であったことを知ってしまった洸治は、札幌に戻りマリ子に会う。洸治は、浪人生活をやめて、マリ子と同棲することを決断する。

### ロケ地
- 北海道庁旧本庁舎構内
- 札幌市営地下鉄円山公園駅
- 代々木ゼミナール札幌校
- おたる水族館
- 北海道大学構内

## 主題歌
- 発売日：1987年2月11日
- 規格品番: MIS-20
- 発売元：Dear Heart / ミディ

### 収録曲
1. 恋人たちの時刻［3:45］
作詞・作曲: 大貫妙子 / 編曲: 加藤和彦・清水靖晃
2. 裸足のロンサム・カウボーイ［3:31］
作詞: 羽仁未央 / 作曲: 大貫妙子 / 編曲: 大村憲司

- 「恋人たちの時刻」は大貫のアルバム『A Slice of Life』に収録されているが、シングルとはバージョンが異なっている。

## オリジナル・サウンドトラック
- 発売日: 1987年3月5日
- 規格品番: 35MD-1028[3]
- 発売元: ミディ

### 収録曲
1. 砂丘Ⅰ
2. EDGE OF LOVE
3. 交差点
4. 北の空
5. AQUARIUM
6. 真実
7. 恋人たちの時刻
8. 光と影
9. La Mer
10. 新しい朝
11. CONVERSATION
12. 砂丘Ⅱ